# Ingen hejd på galenskaperna
Ingen hejd på galenskaperna är en amerikansk komedifilm från 1945 i regi av George Marshall. De bygger på en pjäs av George Armstrong.

## Handling
Kleptomanen Ogden Spencer Trulow III blir kär i sitt offer Sally Martin som i sin tur ingår i ett gäng juveltjuvar.

## Rollista
- Eddie Bracken - Ogden Spencer Trulow III
- Veronica Lake - Sally Martin
- Albert Dekker - Callahan
- Frank Fenton - Mr. Phillips
- George Zucco - Pavel Storasky
- Donald MacBride - Mr. Kratz
- Lewis L. Russell - Henry Carteret
- Norma Varden - Flora Carteret
- Bobby Watson - Edwards
- Willie Best - Willie Shelley